# Jazīreh-ye Shomālī
Jazīreh-ye Shomālī (persiska: جَزيرِه, جَهرِه, جَليرِه, جزیره شمالی, Jazīreh) är en ort i Iran.   Den ligger i provinsen Bushehr, i den centrala delen av landet, 700 km söder om huvudstaden Teheran. Jazīreh-ye Shomālī ligger 8 meter över havet och antalet invånare är 839.
Terrängen runt Jazīreh-ye Shomālī är mycket platt. Havet är nära Jazīreh-ye Shomālī åt sydväst. Runt Jazīreh-ye Shomālī är det ganska glesbefolkat, med 38 invånare per kvadratkilometer. Jazīreh-ye Shomālī är det största samhället i trakten. Trakten runt Jazīreh-ye Shomālī är ofruktbar med lite eller ingen växtlighet.